# Cecidomyia faceta
Cecidomyia faceta är en tvåvingeart som först beskrevs av Frederick Askew Skuse 1888.  Cecidomyia faceta ingår i släktet Cecidomyia och familjen gallmyggor. Inga underarter finns listade i Catalogue of Life.